# Gabrielle Agachiko
Gabrielle Agachiko (* 1958 in Nakuru; † 3. Januar 2023) war eine kenianisch-US-amerikanische Jazzsängerin.

## Leben und Wirken
Agachiko wuchs in Kenia auf, zog dann mit zwölf Jahren nach England, wo die weitere schulische Ausbildung erfolgte, bevor sie mit 17 Jahren nach New York City zog. Dort absolvierte sie ein Gesangsstudium an der Juilliard School of Music. Anschließend arbeitete sie in Paris mit Steve Lacy und lebte einige Jahre im Westen von Massachusetts, bevor sie sich dann in Boston niederließ, um 2015 wieder nach Paris zu ziehen. Sie arbeitete im Bereich des Indie-Rock und im Off-Broadway-Musiktheater, bevor sie sich wieder dem Jazz zuwandte. Die Sängerin veröffentlichte 2005 ihr Debütalbum Offerings im Eigenverlag, gefolgt von dem Album Yes!, das bei Accurate Records erschien. Des Weiteren arbeitete sie mit Ken Field, Bob Merrill (Cheerin’ Up the Universe, 2013), dem New England Americana Project und dem Revolutionary Snake Ensemble (Forked Tongue, 2009) zusammen. Auch trat sie mit Mulatu Astatke und dem Either/Orchestra auf und sang im Rockbereich bei Rich Casey. Im Bereich des Jazz war sie laut Tom Lord zwischen 1972 und 2021 an drei Aufnahmesessions beteiligt. Agachiko starb Anfang Januar 2023 nach kurzer Krankheit.